# Городок Песочный
Городок Песочный (др.-рус. Градокъ пѣсочьнъ, Градокъ пѣсочьныи; укр. Городець, Городець Пісочний, Городок на піску) — археологический памятник, городище на левом берегу Днепра (ныне территория Киева, местность Выгуровщина-Троещина).

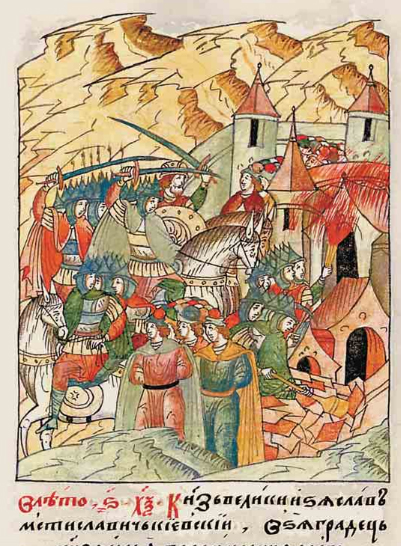
Изяслав Мстиславич отбивает Городец у Юрия Долгорукого

Памятник расположен на старице Десны и Радунки. В XV веке здесь находился замок последнего князя Киевского Семёна Олельковича, от которого до XVIII века сохранились полуразрушенные земляные валы. Городок Песочный контролировал левобережные подходы к Киеву, речные проходы мимо главного русла Днепра.
Упоминается в летописях под 1026, 1078, 1098, 1111, 1134, 1142, 1151 и 1170 годами. Это было место встреч и переговоров князей. С его валов в 1239 году хан Мунке осматривал Киев. В XIV—XV веках — загородная резиденция киевских князей, позже — владение Милославских, Киево-Михайловского Златоверхого монастыря. По кругу городище было укреплено валом и рвом. Территория была занята сельскими усадьбами. Данная местность исследовалась археологами в 1890, 1950 и 1990 годах.
С Городком отождествляется упоминаемая в Списке городов русских историческая местность в Киеве — Милославичи.